# Sweet Kisses (canção)
"Sweet Kisses" é uma canção do grupo alemão de dance-pop Sqeezer, que foi lançado originalmente em 1997 como terceiro single do grupo e de seu álbum de 1996, Drop Your Pants. A canção obteve um ótimo desempenho, tendo alcançado o top 30 na Alemanha e na República Checa, enquanto atingiu a posição de número 1 na Espanha.

## Lista de Faixas
Europe CD-maxi
1. "Sweet Kisses" (Video/Radio Version) – 3:47
2. "Sweet Kisses" (Extended Mix) – 5:22
3. "Sweet Kisses" (Beam's House Kisses) – 6:07
4. "Sweet Kisses" (Sing & Kiss Along) – 3:47
5. "Roller Baby" – 3:59

Europe (The Hit Mixes) CD-maxi
1. "Sweet Kisses" (Kiss Your Radio) – 3:47
2. "Sweet Kisses" (Put Your Lips Together) – 5:38
3. "Sweet Kisses" (Red & Housy Lips) – 6:00
4. "Sweet Kisses" (Don't Talk But Kiss) – 5:38

Mexico CD-maxi
1. "Sweet Kisses" (Video/Radio Version) – 3:47
2. "Sweet Kisses" (Extended Mix) – 5:22
3. "Sweet Kisses" (Beam's House Kisses) – 6:07
4. "Sweet Kisses" (Sing & Kiss Along) – 3:47
5. "Roller Baby" – 3:59

Spain CD-maxi
1. "Sweet Kisses" (Video/Radio Version) – 3:47
2. "Sweet Kisses" (Extended Mix) – 5:22
3. "Sweet Kisses" (Beam's House Kisses) – 6:07
4. "Sweet Kisses" (Sing & Kiss Along) – 3:47
5. "Roller Baby" – 3:59

## Desempenho nas paradas musicais
| Chart (1996)                                   | Melhor posição |
| ---------------------------------------------- | -------------- |
| ERRO: DEVE FORNECER ano PARA PARADA checa      | 10             |
| O campo songid é OBRIGATÓRIO PARA PARADA ALEMÃ | 24             |
| Europa (Billboard European Hot 100 Singles)    | 24             |
| Espanha (PROMUSICAE)                           | 1              |